# Chiesa di Santa Lucia (Palestrina)
La chiesa di Santa Lucia è un luogo di culto cattolico di Palestrina, posto al termine di via degli Arcioni. Sebbene presenti all'esterno una facciata piuttosto semplice, mostra all'interno ricche decorazioni a stucchi. La struttura è costituita da una navata centrale coperta da una volta a botte lunettata ed affiancata da due file di tre cappelle ciascuna. Attualmente la parrocchia è sotto la gestione dei Padri Trinitari.

## Architettura interna
Per quanto riguarda la composizione interna, non abbiamo fonti certe riguardo ad un preciso movimento artistico che ha dato vita alla Chiesa.
All'interno possiamo, però, trovare degli esempi ingegneristici notevoli per l'epoca nella quale sono stati messi a punto.